# Markéta Hasbjörnsdatter
Markéta Hasbjörnsdatter nebo také Margareta Asbjørnsdatter (před 1076 – po 1080) byla dánská královna, manželka Haralda III.
Markéta byla dcerou jarla Asbjörna Ulfsena, zřejmě strýce svého manžela; mohla tedy být Haraldovou sestřenicí. Není známo, že by z jejich manželství vzešli potomci. Data jejího narození ani úmrtí nejsou známá.